# Colégio Dom Diogo de Sousa
Colégio Dom Diogo de Sousa è una scuola cattolica privata fondata nel 1949. La scuola si trova a Braga, Portogallo. È considerata una delle scuole più prestigiose del paese

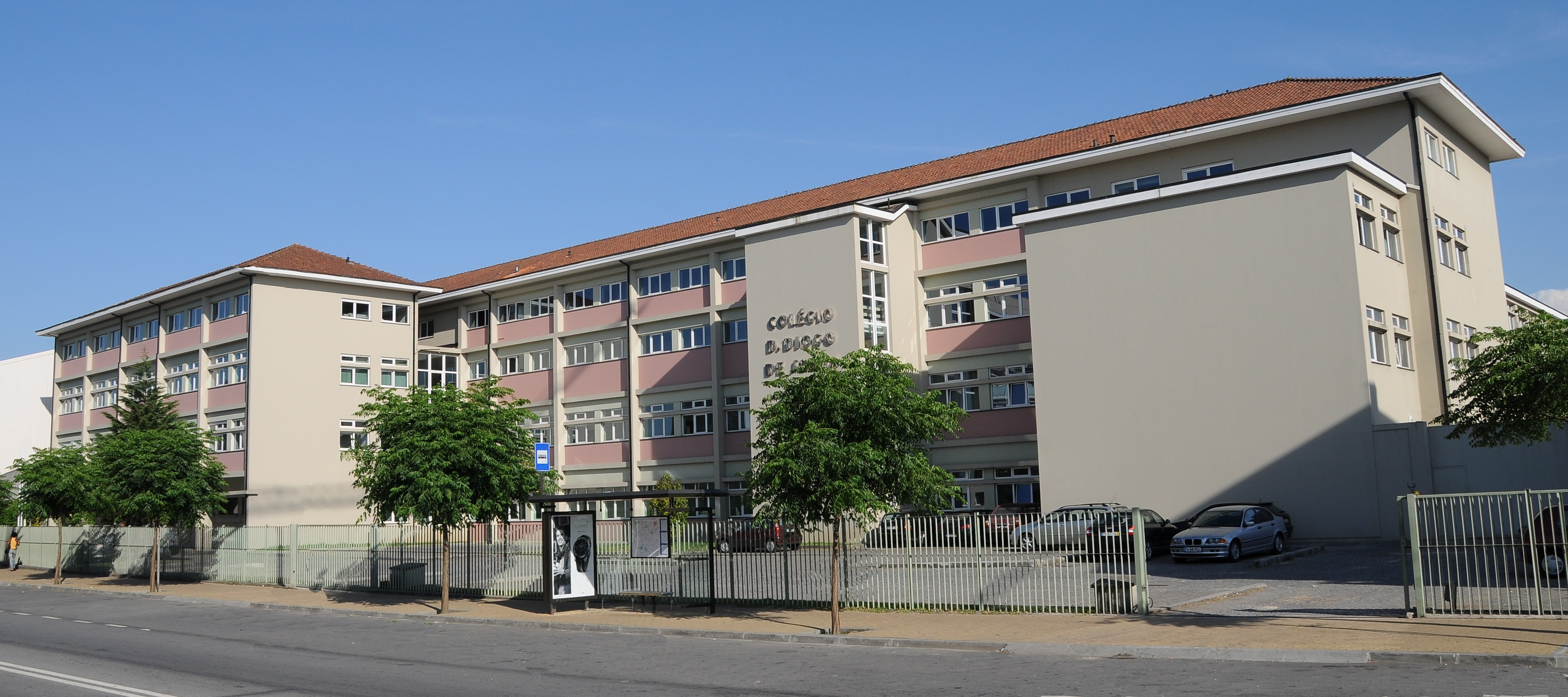
Colégio Dom Diogo de Sousa